# Міжнародні програми США для України та сусідніх регіонів
Міжнародні програми Сполучених Штатів Америки для України та сусідніх регіонів (англ. The United States International Programming to Ukraine and Neighboring Regions) – це закон, який уповноважував федеральний уряд витрачати 10 мільйонів доларів на програми Радіо Вільна Європа/Радіо Свобода та Голос Америки, які транслюються в Україні. Метою збільшення фінансування була боротьба з російською пропагандою на Кримському півострові, який був незаконно анексований Російською Федерацією у 2014 році, що викликало міжнародний осуд і жорсткі економічні санкції проти Росії.
Палата представників Конгресу США написала у своєму законопроєкті про надання допомоги Україні, Акту про підтримку України (HR 4278; 113-й Конгрес), що «уряд Росії свідомо блокував доступ українців до нецензурних джерел інформації та надав альтернативні джерела інформації. новини та інформація, яка є одночасно неточною та підбурювальною». Законопроєкт Сенату про допомогу Україні не містив жодних положень щодо збільшення фінансування Радіо Вільна Європа/Радіо Свобода чи Голосу Америки, тому вони написали цей окремий законопроєкт для цього.
Закон був прийнятий на 113-му Конгресі США.

## Передумови

### Російсько-українська війна
Кримська криза 2014 року – це постійна міжнародна криза, яка в основному стосується Росії та України. Більшість подій стосуються Кримського півострова, який раніше був багатонаціональним регіоном України, який складався з Автономної Республіки Крим та адміністративно відокремленого муніципалітету Севастополь; в обох — більшість етнічних росіян і меншість як етнічних українців, так і кримських татар.
Криза розгорнулася наприкінці лютого 2014 року після Української революції, яка призвела до імпічменту Президента Віктора Януковича українським парламентом після його втечі зі столиці та тимчасового призначення нового уряду. Уряд Яценюка отримав визнання з боку західних країн. Однак російський уряд стверджував, що Януковичу було незаконне імпічмент і продовжує вважати його останнім демократично обраним і легітимним президентом України, а уряд Яценюка вважає нелегітимним і результатом «державного перевороту» на конституційних підставах.
Починаючи з 26 лютого проросійські сили почали поступово брати під контроль Кримський півострів. Спочатку озброєні люди в масках та безмаркованій формі захопили урядові будівлі, але не пізніше 24 березня зайняли всі українські військові бази в Криму, змусивши збройні сили України відійти з півострова. За цей час питання про відокремлення було винесено на референдум, що призвело до 96% голосів «за», але було засуджено ЄС, США та тимчасовим урядом України як неконституційне і, таким чином, незаконне. Незважаючи на міжнародну опозицію, 17 березня парламент Криму проголосив незалежність від України та попросив приєднатися до Російської Федерації. У результаті 27 березня Генеральна Асамблея ООН ухвалила необов’язкову резолюцію 68/262, яка визнала недійсним референдум у Криму.

### Відповідь Конгресу США
5 березня 2014 року представник США Хел Роджерс представив законопроєкт «Про забезпечення витрат на гарантії позик для України» (HR 4152; 113-й Конгрес), законопроєкт, який передбачає надання Україні гарантій за кредитами на суму до 1 млрд. дол., що є частиною американської відповідь на російське військове втручання в Україну 2014 року. 6 березня 2014 року Палата представників проголосувала за поіменним голосуванням 114 за ухвалення законопроєкту 385–23. 25 березня 2014 року лідер більшості в Сенаті Гаррі Рід вказав, що Сенат Сполучених Штатів проголосує за цей законопроєкт 27 березня 2014 року, але лише після внесення поправок до нього, щоб включити в нього положення, які вводили б санкції проти будь-кого, кого президент вважає, що підірвав Україну. безпеки чи незалежності, чи причетність до корупції в Україні чи Росії».
12 березня 2014 року сенатор США Роберт Менендес представив Акт про підтримку суверенітету, цілісності, демократії та економічної стабільності України від 2014 року (S. 2124; 113-й Конгрес), який передбачатиме надання коштів для впровадження збільшення квоти США. у Міжнародному валютному фонді (МВФ), анулювати інші кошти, раніше виділені для МВФ, а також надавати чи санкціонувати різні форми допомоги Україні та прилеглим регіонам. Це вимагатиме введення санкцій проти осіб, відповідальних за насильство, корупцію, порушення прав людини або підрив стабільності в Україні, і санкціонує санкції щодо деяких осіб у Росії. 24 березня 2014 року Сенат проголосував 78 проти 17 за перенесення законопроєкту на розгляд. Однак наступного дня розгляд законопроєкту було відкликано після рішення лідера більшості Гаррі Ріда. Замість того, щоб продовжити роботу над цим законопроєктом та його суперечливими положеннями Міжнародного валютного фонду, Сенат мав розглянути ухвалений Палатою представників законопроєкт, який уже пропонував Україні гарантії позик, внісши до нього зміни, додавши до нього положення про санкції.

### Радіо Свобода
Радіо Вільна Європа/Радіо Свобода (RFE/RL) – це телерадіокомпанія, що фінансується Конгресом США, яка надає «новини, інформацію та аналіз» країнам Східної Європи, Центральної Азії та Близького Сходу, «де є вільний потік інформації». або заборонені державними органами, або не повністю розроблені». Радіо Свобода контролює Рада керуючих із мовлення, двопартійне федеральне агентство, яке контролює всі міжнародні телерадіомовні служби США.
З 1949 по 1995 роки штаб-квартира Радіо Свобода була в Англійському саду в Мюнхені, Німеччина. У 1995 році штаб-квартира була перенесена до Праги, Чехія. Після закінчення холодної війни операції в Європі значно скоротилися. На додаток до штаб-квартири, служба має 20 місцевих бюро в країнах по всьому регіону свого мовлення, а також корпоративний офіс у Вашингтоні, округ Колумбія Радіо Свобода веде мовлення 28 мовами в 21 країну, включаючи Вірменію, Росію, Іран, Афганістан, Пакистан, та Ірак.

## Положення
Це резюме в основному базується на резюме, наданому Дослідницькою службою Конгресу, джерелом у суспільному надбанні.
Законопроєкт спрямовуватиме служби Radio Free Europe/Radio Liberty (RFE/RL), Incorporated та Голос Америки (VOA) в Україну та сусідні регіони, щоб: (1) надавати точні та доступні новини та інформацію; (2) зробити акцент на журналістських розслідуваннях та аналітиці, щоб висвітлити дезінформацію, надану російськими або проросійськими ЗМІ; (3) визначити пріоритетність програм для цільових груп населення та територій, де доступ до нецензурної інформації обмежений, особливо для населення, яке обслуговується підтримуваними Росією ЗМІ; (4) збільшення кількості репортерів та організаційної присутності на сході України, особливо в Криму; (5) сприяти демократичним процесам, правам людини, свободі преси та територіальному суверенітету; (6) збільшення програмування та контент-послуги в Росії; (7) співпрацювати з телерадіокомпаніями приватного сектору та афілійованими компаніями для збільшення поширення; (8) розширити використання та аудиторію мобільних новинних та мультимедійних платформ, у тому числі через платформи соціальних мереж на базі Інтернету; та (9) надавати програмний контент 24 години на добу, 7 днів на тиждень для цільової групи населення, включаючи спеціальне програмування українською, російською та татарською мовами.
Законопроєкт дозволить виділення коштів на 2014 фінансовий рік для програм українською, балканською, російською та татарською мовами радіостанцій RFE/RL, Incorporated та VOA.
Законопроєкт вимагає від Ради керуючих з мовлення звітувати перед Конгресом про плани збільшення трансляції.

## Процедурна історія
27 березня 2014 року сенатор Мітч Макконнелл (R-KY) представив Міжнародне програмування США для України та сусідніх регіонів. Законопроєкт не передавали до жодного комітету. 27 березня 2014 року Сенат США одноголосно проголосував за ухвалення законопроєкту. 1 квітня 2014 року Палата представників проголосувала за ухвалення законопроєкту 399–12 під час поіменного голосування 150. Президент Барак Обама підписав законопроєкт 3 квітня 2014 року.

## Дебати та обговорення
Представник Ед Ройс виступав за фінансування збільшення трансляції Радіо Вільна Європа/Радіо Свобода та Голос Америки, оскільки "Москва зараз використовує пропаганду, щоб посіяти сум'яття і страх в Україні".